# アメリカ合衆国の鉄道

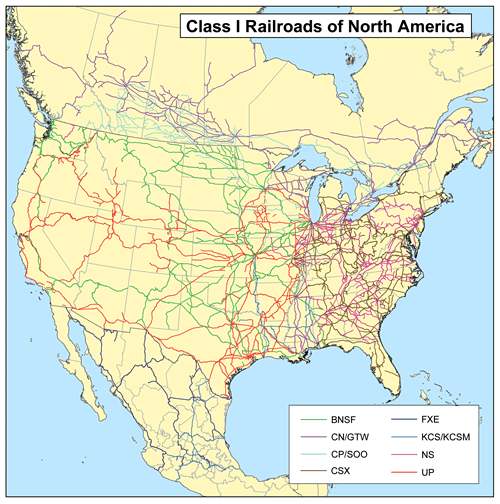
アメリカ合衆国の鉄道網（一級鉄道のみ掲載）

アメリカ合衆国の鉄道（アメリカがっしゅうこくのてつどう）では、アメリカ合衆国における鉄道輸送について記述する。その主力は旅客輸送ではなく貨物輸送であり、鉄道貨物輸送量はトンキロ換算で世界第二位である（2020年）。
鉄道は数多くの民間企業によって運営されているが、それらの鉄道事業者を統括する団体としてアメリカ鉄道協会（AAR:Association of American Railroads）があり、鉄道技術の標準化、列車運行の調整、鉄道技術の研究開発など、アメリカの鉄道に関する幅広い業務を行っているほか、アメリカの鉄道事業者の代表として世界鉄道連合（UIC）に加盟している。
米国で最も混雑する鉄道中心地は、150年以上シカゴであり続けており一級鉄道の6社が乗り入れる。鉄道車両およびコンテナの4台に1台は、シカゴを経由するか起点・終点としている。

## 歴史

米国の貨物輸送量の推移（トンキロ単位）

アメリカにおける鉄道の歴史はイギリスと並んで古く、1830年代には蒸気機関車の運行が始められた。1900年前後の数十年間がその全盛期で、従来の馬車や川蒸気船を代替し、国内旅客輸送シェアの9割を占めたといわれる。1916年には路線長が40万キロに達したが、その後は自動車や飛行機の発達で旅客輸送は衰退してしまった。
しかし貨物輸送においては現在でも陸上輸送の主役を務めており、国内のコンテナターミナルや、外国との輸出入が行われるコンテナ港湾から、全米各地への高効率かつ大規模な海上コンテナ輸送が行われている。2006年の時点における総路線長225,500kmは世界最長である。

## 事業者

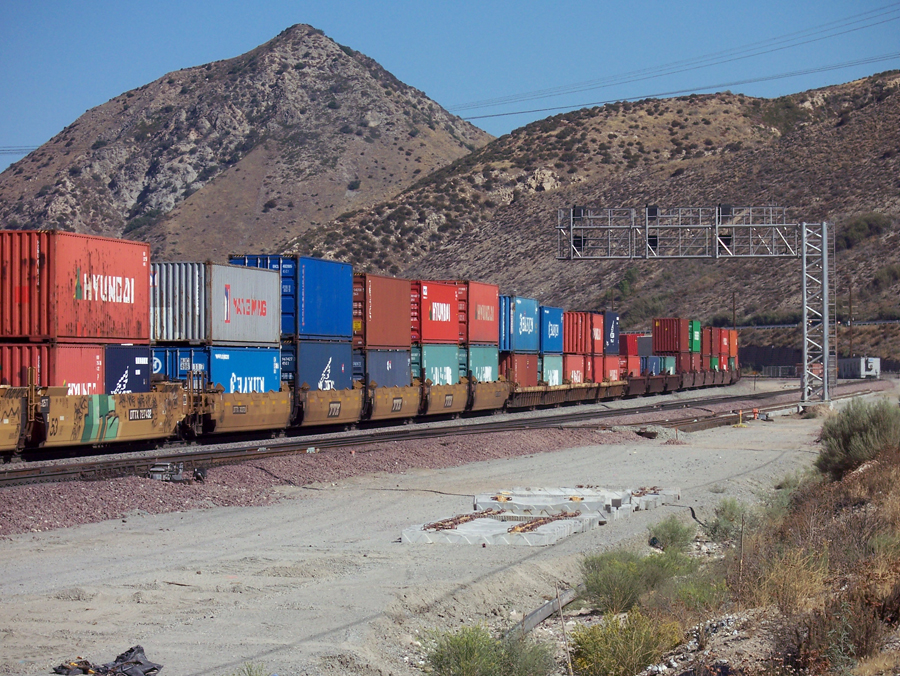
BNSF線のカルフォルニア州カホン峠を越える複層貨物列車（複層貨物鉄道輸送）

### 特徴
アメリカの鉄道の一番の特徴は、創業期から民間企業によって運営されていた事で、その例外は、第一次世界大戦下のアメリカ合衆国鉄道管理局(USRA)、北東部の各鉄道会社の経営危機によって設立された貨物鉄道公社コンレール、旅客輸送を担うアムトラック、各都市圏の都市交通事業者など一部でしかない（但し、北米全体でいえばこれは当てはまらない。カナダとメキシコには全国的に路線網を持つ国有鉄道が存在していた）。
民間企業が経営を行っている為に、アメリカの鉄道では過去、現在を通し、激しい競争が繰り広げられている。競争は、シカゴ - ロサンゼルス間などの長距離ルートでも行われ、過去の旅客列車に見られる高速運転や、現在のダブルスタックトレインに象徴される高効率の大量輸送を実現したが、他方で、過当競争による経営危機や不当な運賃の切り下げ、独占区間における高運賃、合理化に伴う輸送混乱といった問題を引き起こしてきた。国内航空では鉄道で起きた過当競争を防止するため、1938年から州間航空輸送は公共事業として民間航空委員会（CAB）がコントロールすることで安定化が図られたが価格競争が進まない弊害が起き、1978年には航空規制緩和法により自由市場が導入された。
貨物列車の編成の長さは数キロメートルに及ぶが、貫通ブレーキは自動空気ブレーキのみで応答性が悪く、踏切内で自動車が停まってしまった時など、緊急時で低速であっても日本の列車以上に簡単に停まれない。ディーゼル機関車は片運転台・電気式で大きく、数重連で牽引され、例えば先頭に重連（2両）、編成中央に重連、最後尾に重連の計六重連も珍しくない。踏切事故で大型トラック・トレーラーが大破しても、機関車は小破で済んでいるほど重く堅牢である。
アメリカの貨物鉄道路線の多くは列車の本数が少なく、車高6メートル超のダブルスタックトレインを運行したり、それらの列車長が数キロに及び機関車数重連で牽引するための電力供給上非電化路線がほとんどであるが、一部には大電力を供給できる交流電化で交流電気機関車数重連で牽引する鉄道会社もある。
近年では鉄道会社の統合が進んでいる。幹線鉄道を運営する一級鉄道はかつては数十社あったが、現在では統合が進み、8社のみの存在となっている。旅客輸送を行うアムトラックは、ワシントン～ボストン間と、ミシガン州の一部に独自の路線を持つのみで、残りの列車はこれら8社の線路を借りるかたちで旅客列車を運行している。なお、この8社とアムトラックの他に、近距離輸送を行う中小の鉄道会社が無数に存在する。

### 一級鉄道
アメリカの鉄道会社は、一級鉄道、二級鉄道、三級鉄道に区分される。この区分は主に鉄道会社の売上によって行われている。
現在の一級鉄道の区分条件は、売上が2億5590万ドル(仮に1ドル100円として日本円で255億9000万円)を上回る事である。

#### 現在の一級鉄道事業者
現在のアメリカ合衆国の一級鉄道事業者は以下の通りである。
- BNSF鉄道　BNSF Railway （BNSF、旧バーリントン・ノーザン・サンタフェ鉄道）
- グランド・トランク　Grand Trunk Corporation （カナディアン・ナショナル鉄道の子会社）
- スー・ライン鉄道　Soo Line Railway （カナディアン・パシフィック鉄道の子会社）
- CSXトランスポーテーション社　CSX Transportation (CSX)
- オムニ・トラックス社（英語版）　OmniTRAX incorporated (OTI)
- カンザス・シティ・サザン鉄道　Kansas City Southern Railway (KCS)
- ノーフォーク・サザン鉄道　Norfolk Southern Railway (NS)
- ユニオン・パシフィック鉄道　Union Pacific Railroad (UP)

近年まで存在した、イリノイ・セントラル・ガルフ鉄道（旧称：イリノイ・セントラル鉄道）はカナディアン・ナショナル鉄道（かつてのカナダ国有鉄道）に買収され、コンレールは、CSXとノーフォーク・サザン鉄道に分割吸収、サザンパシフィック鉄道はユニオン・パシフィック鉄道と合併している。
なお、バーリントン・ノーザン鉄道とユニオン・パシフィック鉄道が、シカゴの通勤列車の運行管理業務の一部を行っている他は、これらの会社は貨物専業で、長距離列車はアムトラックが、通勤列車は地域の輸送公社などがその線路を借りて経営している。

### 公営事業者
現在の北米の幹線貨物鉄道は民間によって運営されている。しかしながら、都市鉄道の運営には必ず地域自治体が関与している他、都市間旅客鉄道の運営は公社形態のアムトラックによって行われている。
過去には、第一次世界大戦期に、全国の鉄道が連邦政府の監督下におかれた他、ペン・セントラル鉄道の他、北東部の主要な鉄道会社が経営危機にあったときに、やはり公社形態のコンレール（統合鉄道公社）が設立され、北東部の鉄道事業の再建に大きく貢献した経緯を持つ。
なお、最近民営化されたが、隣国のカナダとメキシコには国有鉄道が存在した。
このほか、アラスカ州には州営のアラスカ鉄道が存在する。

### 電気鉄道
アメリカの鉄道路線の多くは北東部や都市鉄道を除き非電化路線がほとんどであるが、20世紀の初めには電気鉄道が全盛を極めた時期がある。
この時期、中西部や南カリフォルニアを中心に都市間を連絡する電気鉄道であるインターアーバンが大発展を遂げ、都市では市街電車が網の目のような路線を張り巡らせていた。ロサンゼルスのパシフィック電鉄は800キロの路線網を有し、シカゴの路面電車会社であるシカゴ・サーフェス・ラインは軌道延長1800キロの路線網と3500両の車両を保有していた。
こうして全盛を極めた電気鉄道であるが、1920年代からの自動車交通の発展（モータリゼーション）と不況の影響により、1930年以降は急速に衰退した。一部を例外としてインターアーバンと路面電車のほとんどが廃止され、通常都市の基幹交通となりうる地下鉄路線であっても、廃止（ロチェスター地下鉄）や完成直前の建設中断（シンシナティ地下鉄）の事例が存在する。あまりの衰退の早さから、自動車の販売を促進し、ガソリンの消費増を狙うGMや石油会社が電気鉄道会社を買収し、故意に路線の撤去を図ったとする陰謀説が公言されているほどであるが、実際の理由は、低密度の都市開発が指向され、自動車の大気汚染や渋滞問題がそれほど意識されなかった当時において、高密度大量輸送における電気鉄道の利点がそれほど重要視されなかったことにあると考えられる。
なお、鉄道関係者は航空機、自動車の攻勢にただ手をこまねいていたわけではなく、メトロライナーやBARTといった復権に向けた取り組みや近年アセラ・エクスプレスを登場させる等、積極的に都市間輸送の向上に取り組んでいる。市内鉄道においても、サンディエゴ・トロリーを皮切りに各地でライトレールの新設整備が進んでいる。

#### かつての主要な電鉄会社
- パシフィック電鉄（カリフォルニア州ロサンゼルス周辺）
- ロサンゼルス鉄道
- シカゴ・サーフェス・ライン
- シカゴ・ノースショア・アンド・ミルウォーキー鉄道（ノースショアー線）
- フィラデルフィア・ラピッド・トランジット
- インターボロ・ラピッド・トランジット／ブルックリン・マンハッタン・トランジット（ニューヨーク）
- ボストン高架鉄道
- オハイオ電鉄
- イリノイ電鉄
- インディアナ鉄道
- キー・システム（カリフォルニア州オークランド周辺）
- ヒューストン・ガルベストン電鉄

## 旅客輸送
現在の米国で長距離都市間旅客輸送を行う事業者は、政府系企業アムトラック（Amtrak）のみである。通勤輸送、地域都市間旅客輸送はいくつかの事業者が存在する。アラスカ州においてはアムトラックの代わりにアラスカ鉄道が地域都市間輸送を担う。
高速鉄道は、2025年現在で運行するのはアムトラックのアセラ・エクスプレスのみであり、ワシントンDCとボストンを結んでいる。最高速度の時速150マイル（240km）が可能な区間は、ボストン駅とプロビデンス駅間の一部である。建設中の高速鉄道にはカリフォルニア州によるカリフォルニア高速鉄道があり、最高速度は時速220マイル（時速350キロ）、最初の区間は2027年頃に開通する予定である。

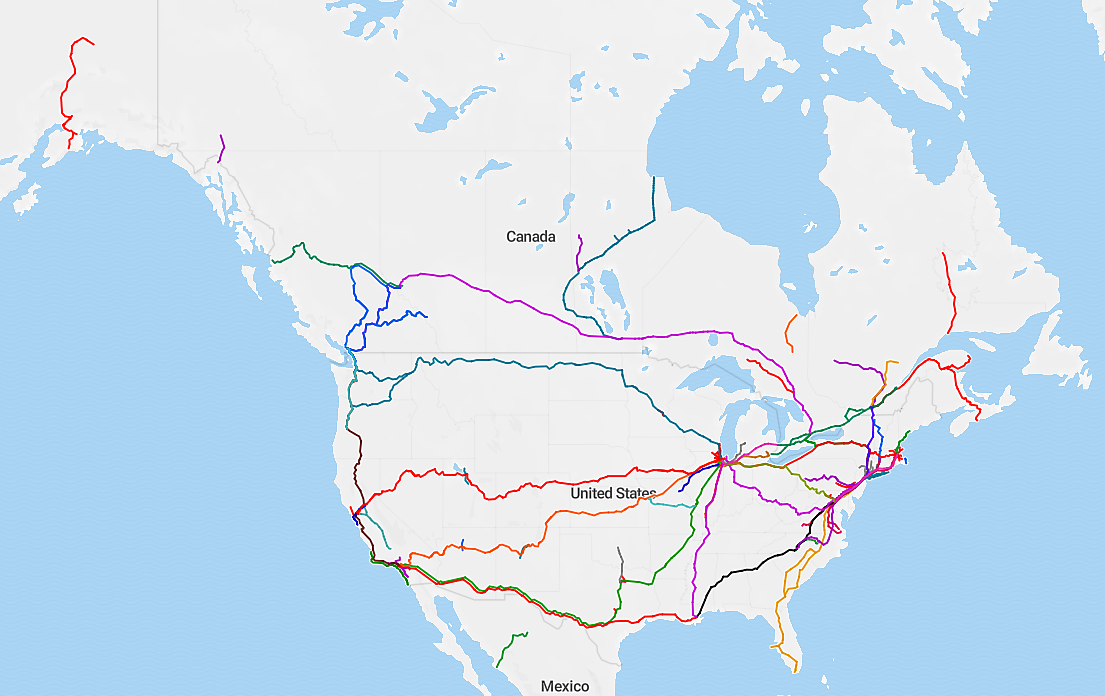
北米における長距離旅客線
米国内における旅客線（最高速度別）
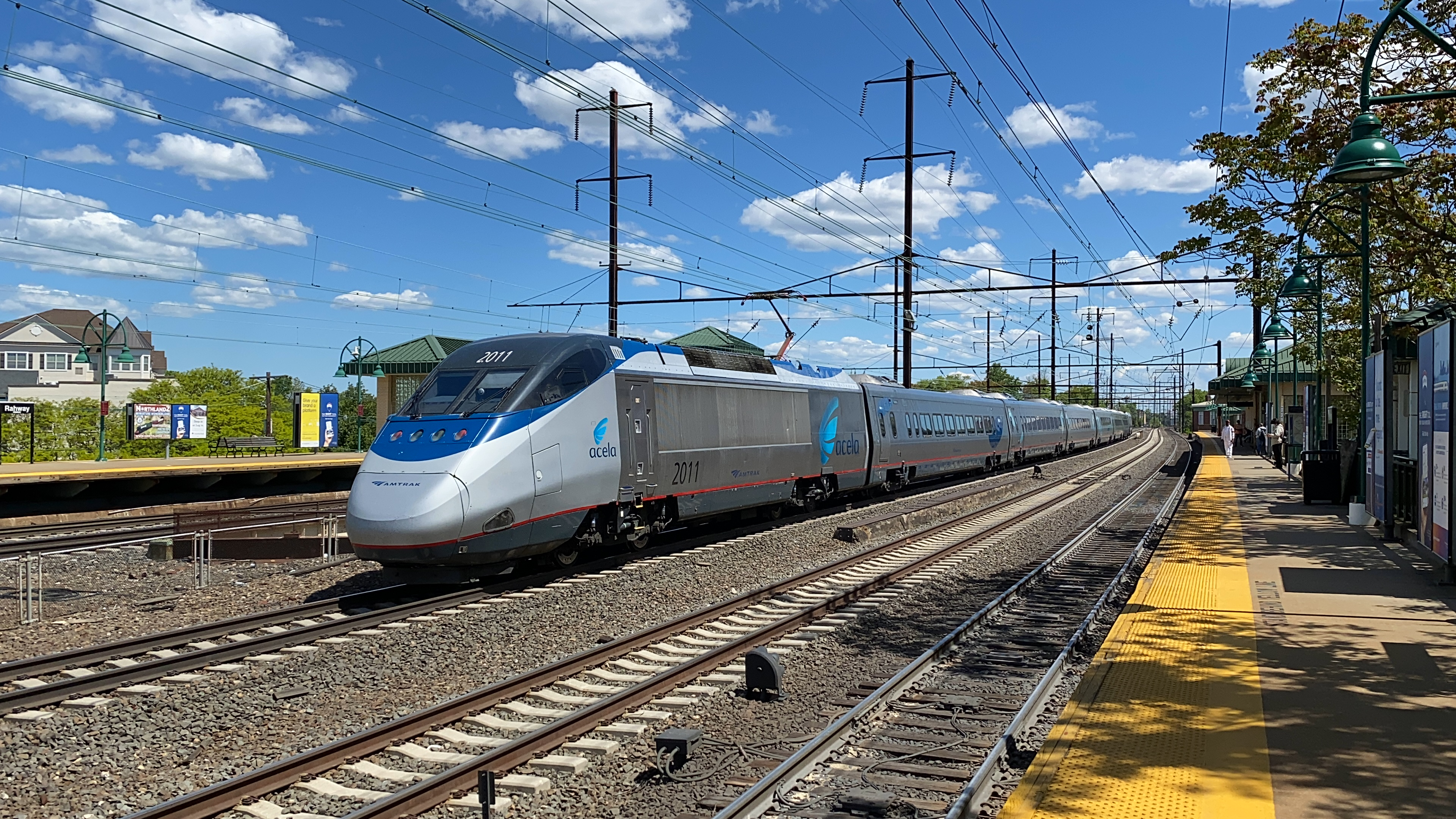
アセラ・エクスプレス

## 車両メーカー
一時期は黄金時代を築いたが、鉄道事業と軌を同じくする。
現在の車両メーカー
- エレクトロ・モーティブ・ディーゼル（EMD）
- GEトランスポーテーション・システム（GE）

かつての鉄道車両メーカー
- ボールドウィン・ロコモティブ・ワークス
- H.K.ポーター
- ライマ
- アメリカ合衆国鉄道協会（USRA。メーカーというより協会）
- プルマン
- ブリル
- セントルイス・カー・カンパニー
- バッド（ステンレス車体）
- アメリカン・ロコモティブ（アルコ）

## 隣接国との鉄道接続状況
- カナダ - 接続あり（ただし、アラスカ州とカナダとの間での接続は無い）
- メキシコ - 貨物のみ接続あり
- ロシア - (チュクチ自治管区)-接続なし-(ベーリング海峡)

## 業界団体
- アメリカ鉄道協会